# Missing (serie televisiva 2012)
Missing è una serie televisiva statunitense del 2012 creata da Gregory Poirier, trasmessa da ABC. In Italia va in onda dal 30 aprile 2012 su Fox ed in chiaro dall'11 gennaio 2013 su Rai 2.

## Trama
Rebecca Winstone è un'ex agente della CIA a cui, per un grande complotto organizzato, viene rapito il figlio Michael durante uno stage scolastico a Roma. Ritornata in azione sul campo, Rebecca utilizza tutti i metodi e i mezzi necessari per ritrovarlo. Alla fine riesce ma la serie termina con l'improvvisa scomparsa di Rebecca negli ultimi istanti dell'ultima puntata.

## Episodi
| Stagione       | Episodi | Prima TV USA | Prima TV Italia |
| -------------- | ------- | ------------ | --------------- |
| Prima stagione | 10      | 2012         | 2012            |

## Personaggi e interpreti

### Personaggi principali
- Rebecca "Becca" Winstone, interpretata da Ashley Judd, doppiata da Francesca Fiorentini.
- Paul Winstone, interpretato da Sean Bean, doppiato da Massimo Corvo.
- Michael Winstone, interpretato da Nick Eversman, doppiato da Daniele Giuliani.
- Giancarlo Rossi, interpretato da Adriano Giannini.
- Dax Miller, interpretato da Cliff Curtis, doppiato da Massimo Rossi.
- Oksana, interpretata da Tereza Voříšková, doppiata da Joy Saltarelli.

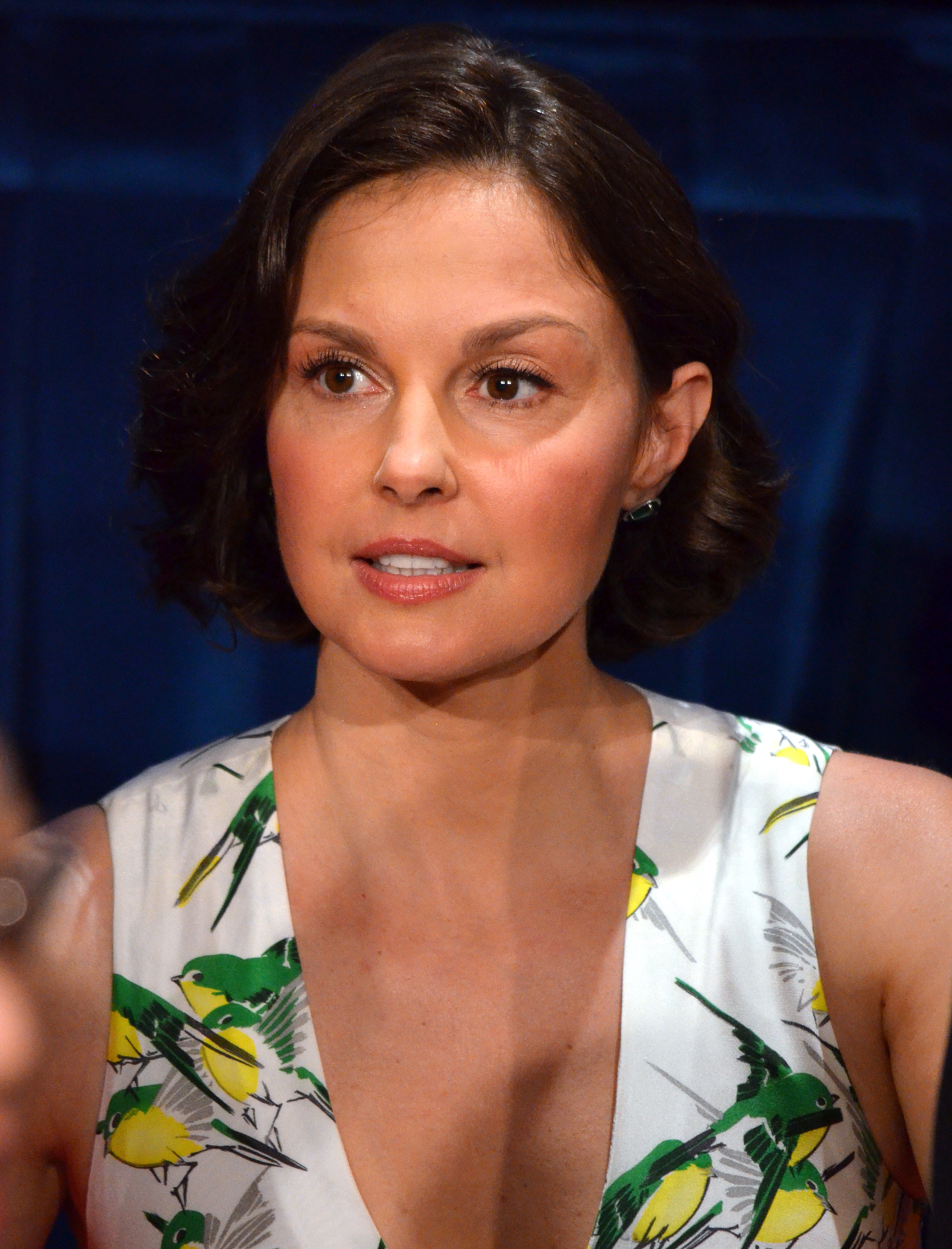
Ashley Judd interpreta Rebecca Winstone
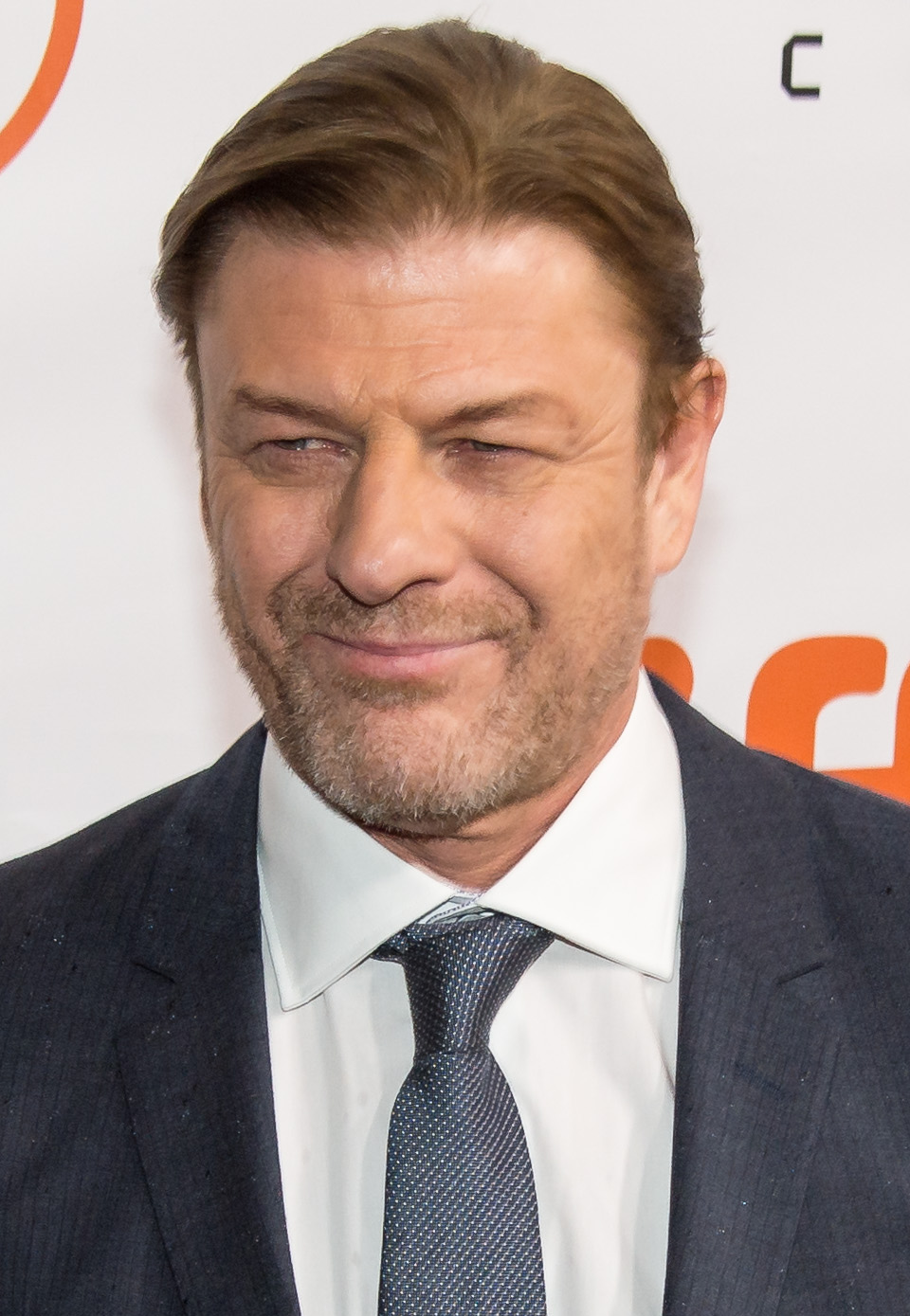
Sean Bean interpreta Paul Winstone
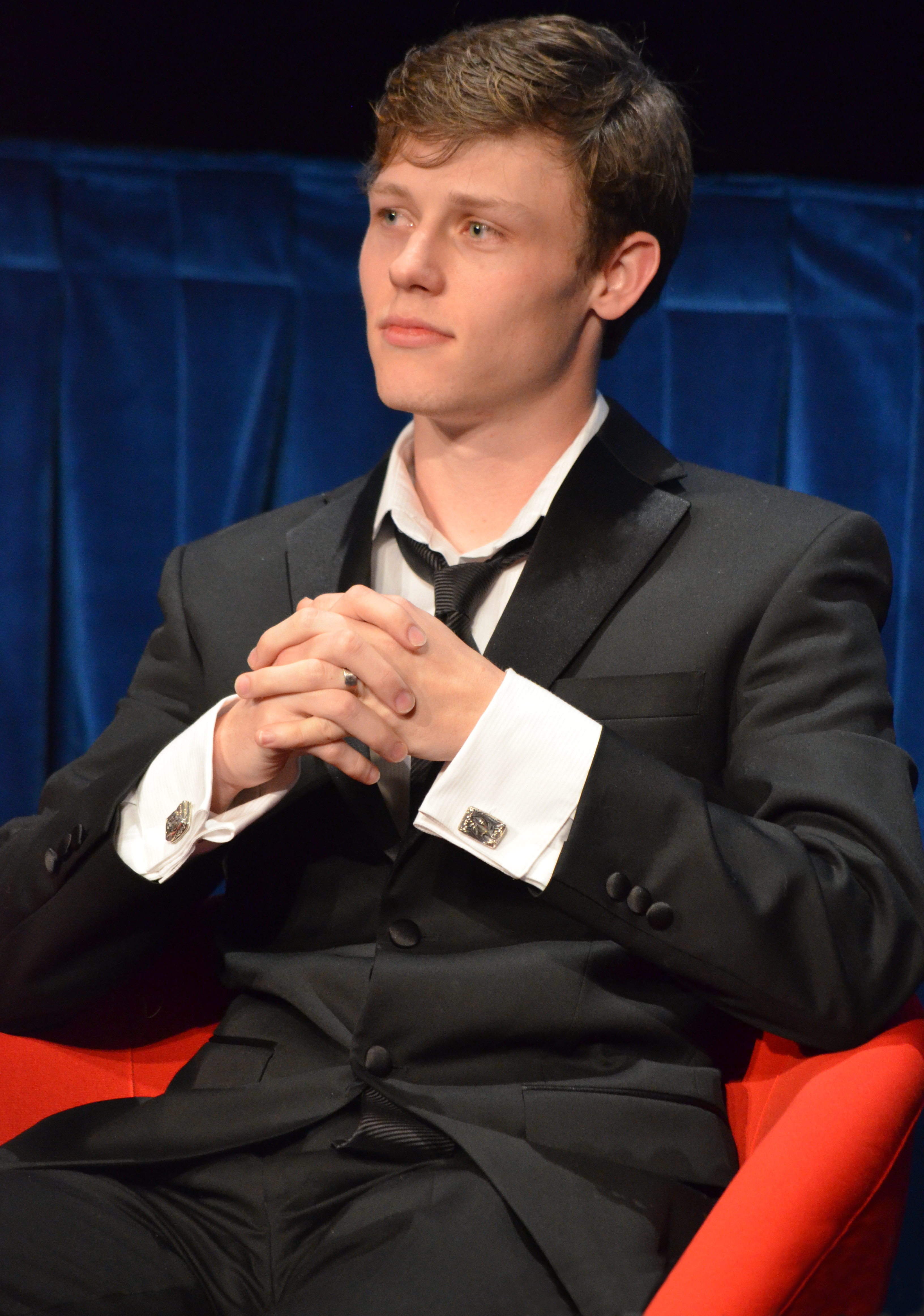
Nick Eversman interpreta Michael Winstone
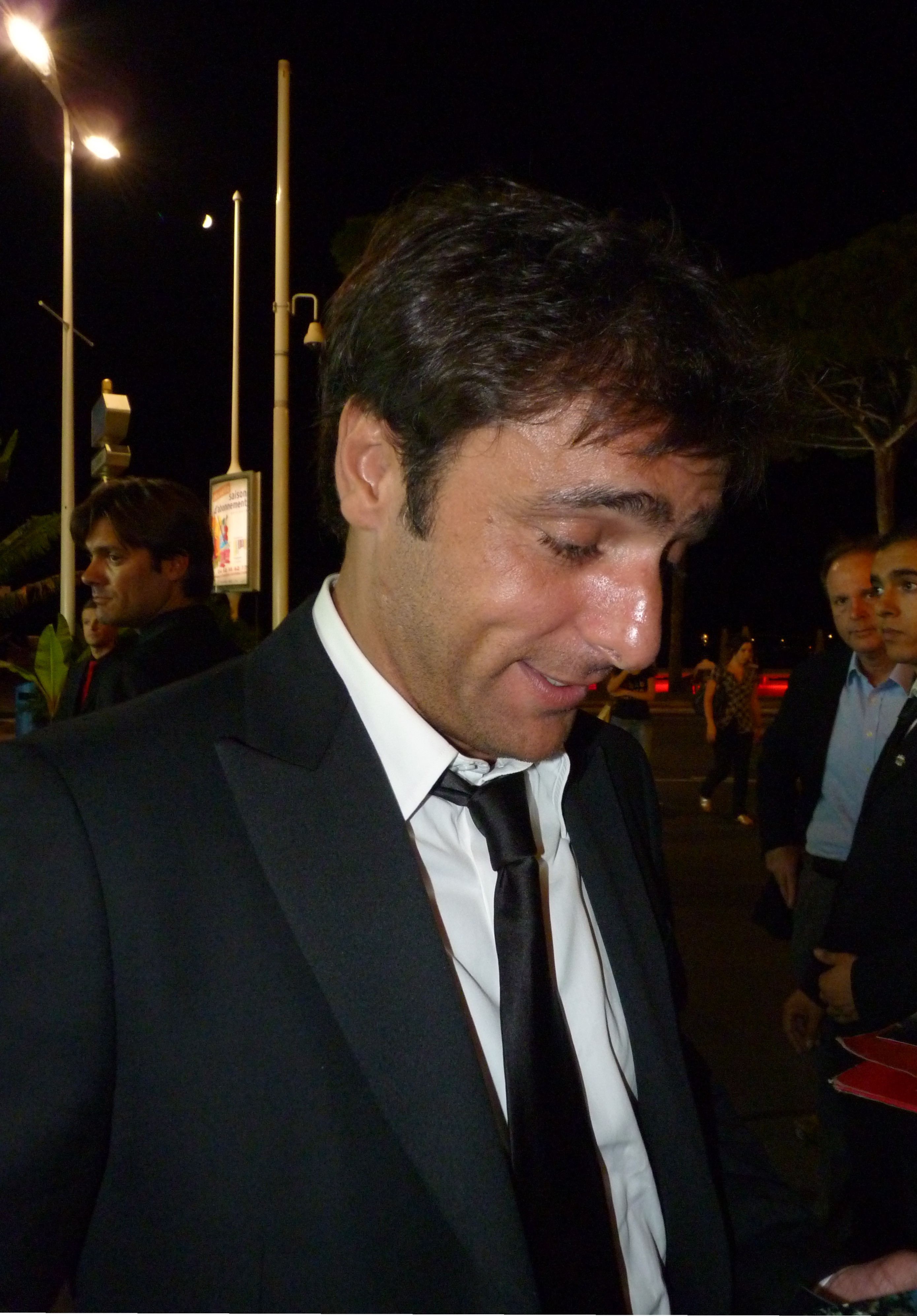
Adriano Giannini interpreta Giancarlo Rossi
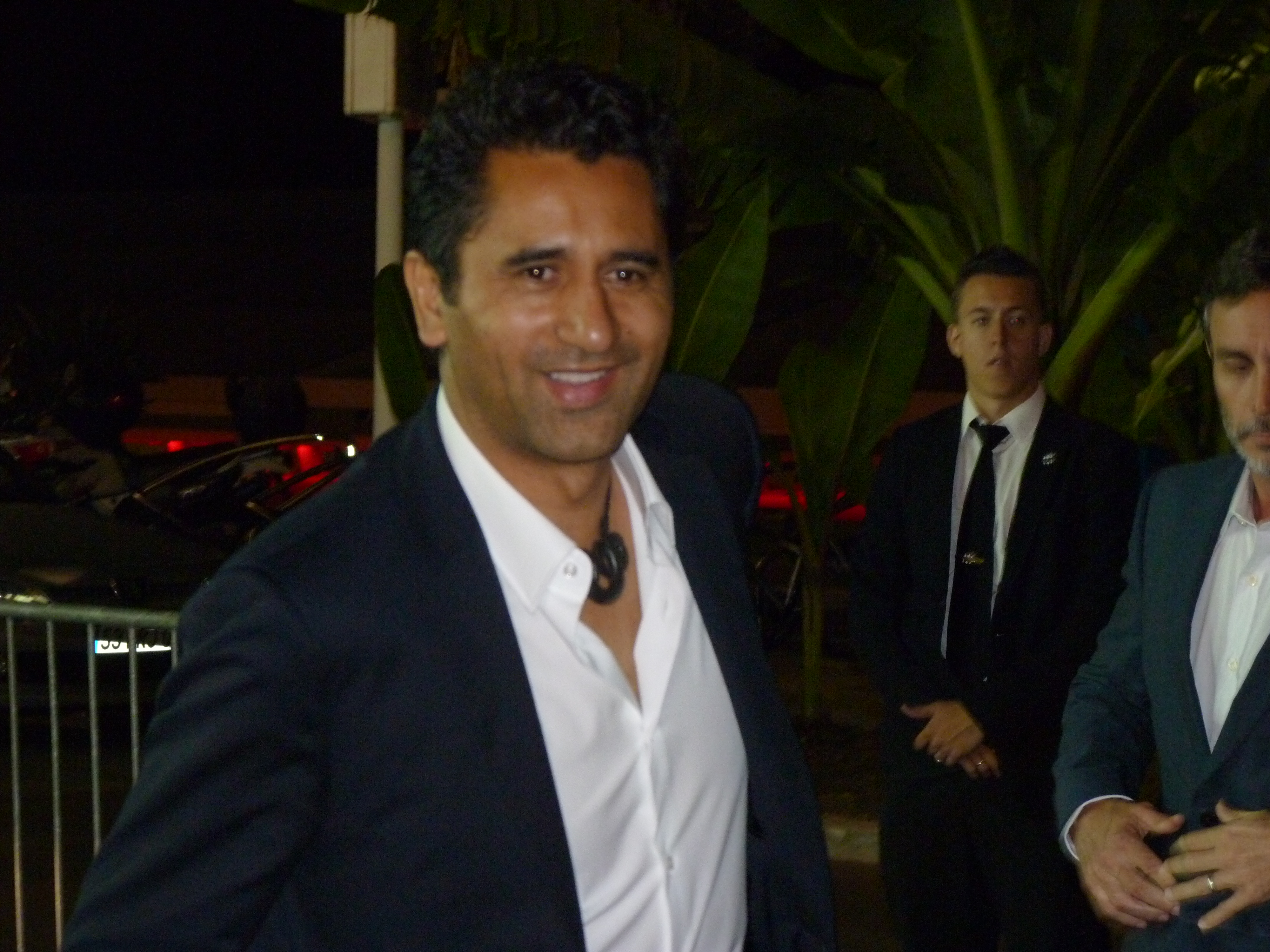
Cliff Curtis interpreta Dax Miller
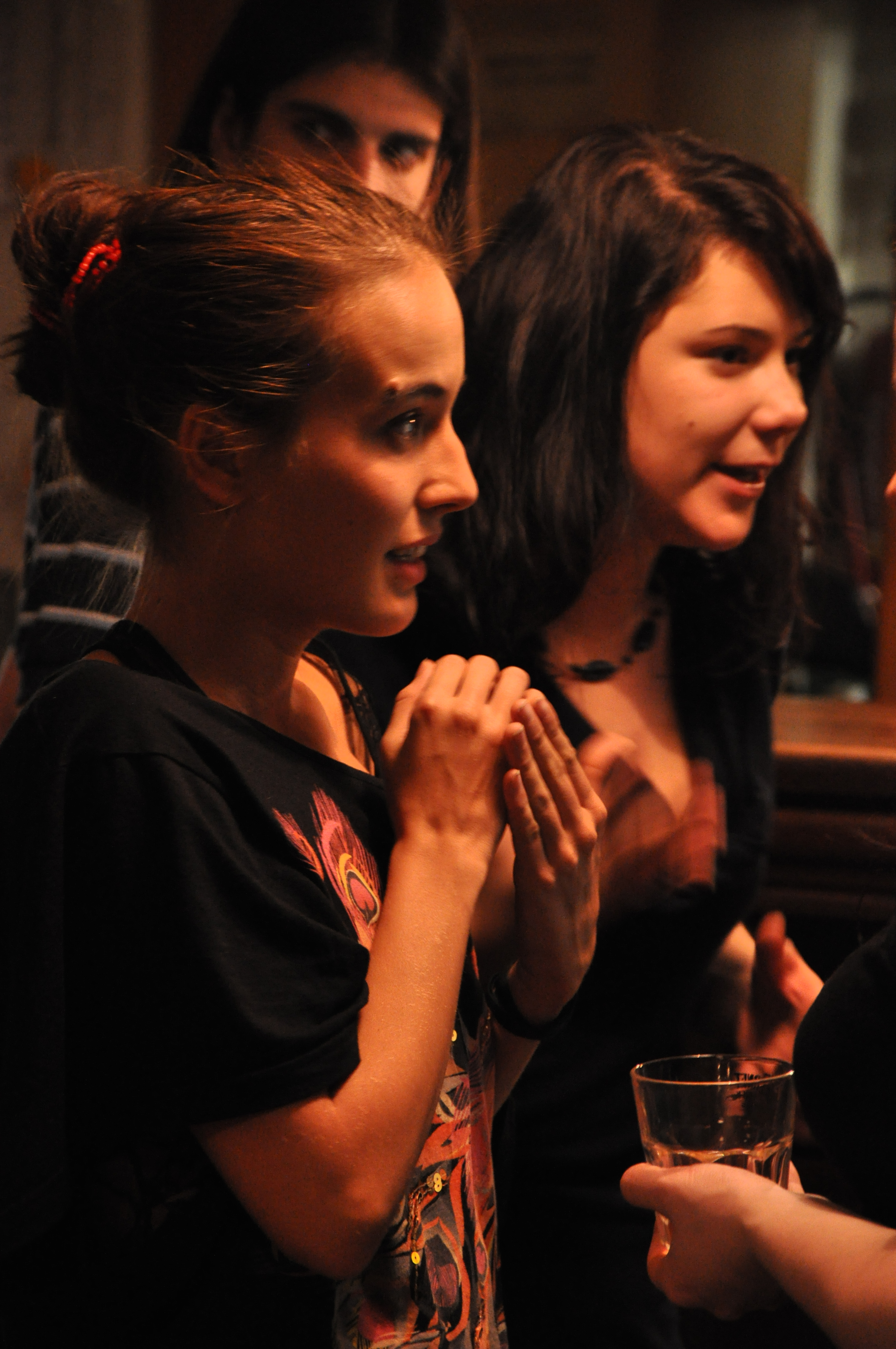
Tereza Voříšková interpreta Oksana

### Personaggi secondari
- Mary Dresden, interpretata da Aunjanue Ellis, doppiata da Stella Musy.
- Violet Heath, interpretata da Laura Donnelly, doppiata da Alessia Amendola.
- Jamie Ortega, interpretata da Gina McKee, doppiata da Cristiana Lionello.
- Martin Newman, interpretato da Keith Carradine, doppiato da Gino La Monica.
- Fitzpatrick, interpretato da Jason Wong, doppiato da Nanni Baldini.
- Victor Azimoff, interpretato da Karel Roden.

## Produzione
Gran parte delle scene sono state girate in Repubblica Ceca e Croazia, nonostante vengano spacciate per Roma e Parigi. L'11 maggio 2012, ABC ha annunciato la cancellazione nonostante termini con un cliffhanger narrativo.

## Citazioni e riferimenti
Nell'episodio Il traditore, in casa di Martin Newman, l'agente della CIA Dax Miller estrae un volume da una collezione di libri scritti dallo stesso Newman, dal titolo Legendary Spy; su di esso si legge un breve commento, «The impresario of spionage has done again. This is Newman at his finest!», firmato da Richard Castle, lo scrittore protagonista dell'omonima serie televisiva della ABC.